# Kelbergenbrug
Kelbergenbrug (brug 1032) is een bouwkundig bouwwerk in Amsterdam-Zuidoost
Deze vaste brug in de vorm van een viaduct werd in 1967-1968 gebouwd in de kilometerslange hoofdverkeersweg Karspeldreef. Vanwege de keus voor gescheiden verkeersstromen kruist ze het onderliggende eveneens kilometerslange voet- en fietspad Kelbergenpad ongelijkvloers. Het ontwerp voor deze brug is afkomstig van Dirk Sterenberg van de Dienst der Publieke Werken. Hij ontwierp voor Amsterdam-Zuidoost talloze bruggen met allemaal hetzelfde ontwerp. Die serie is te herkennen aan de keerwanden, landhoofden, betegeling van het talud en het elektriciteitskastje. Ook de leuningen en de op de brug liggende betonblokken daarvoor zijn binnen de serie identiek. De 21 meter brede brug is inclusief fundering opgetrokken uit beton, waarbij voor de overspanning betonnen liggers zijn gebruikt.
De brug ging jarenlang anoniem door het leven, maar kreeg in 2018 haar naam. In een gemeentebesluit werd een hele serie bruggen van een naam voorzien. Deze brug kreeg de naam Kelbergenbrug, een vernoeming naar de wijk Kelbergen ten zuiden van de brug gelegen en het Kelbergenpad. Het is een indirecte vernoeming naar Kelbergen, een herenhuis nabij het Gelderse Brummen. De brug lag er al een aantal jaren toen de wijk Kelbergen gebouwd werd.

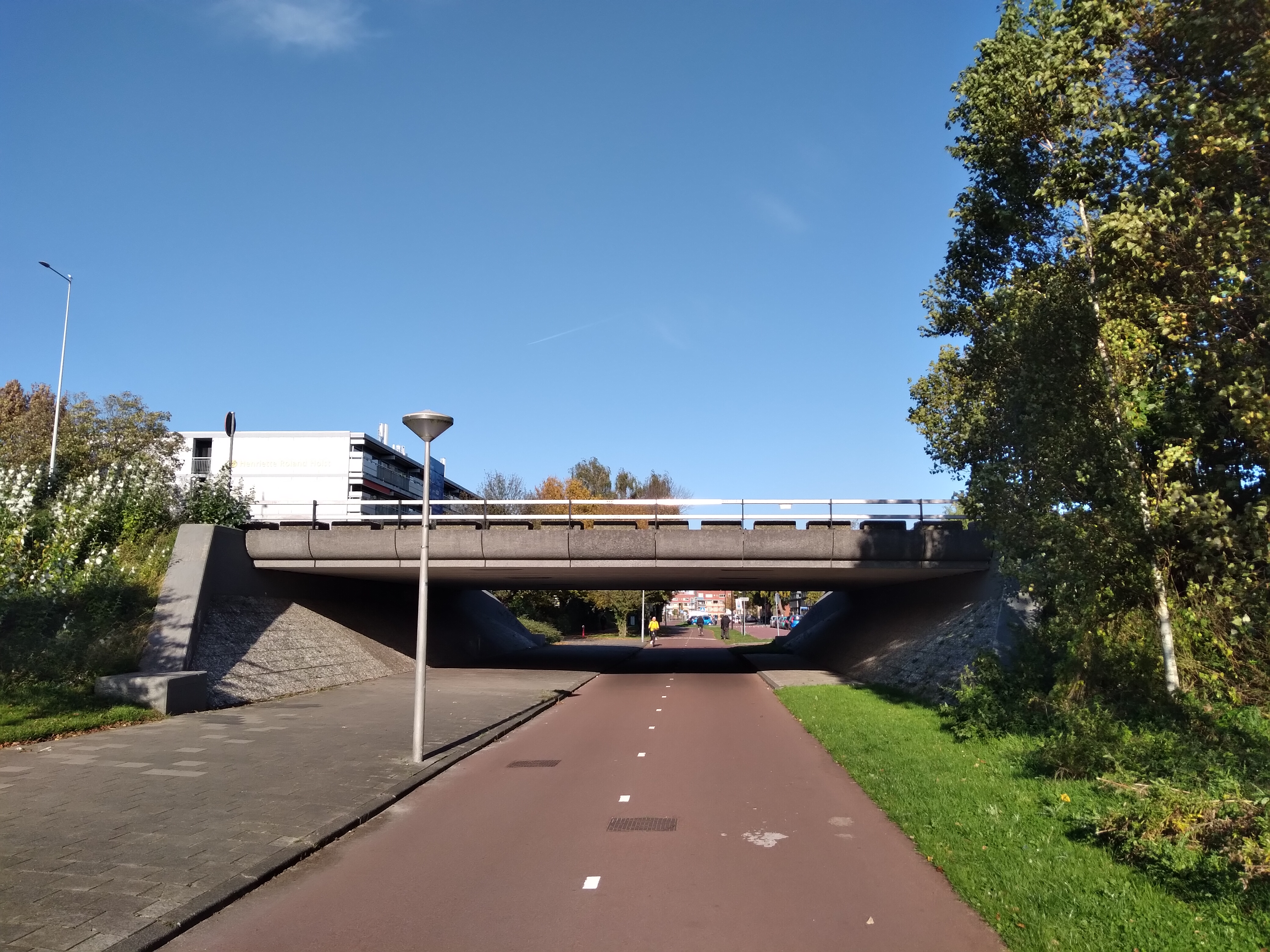
Brug 1032 over Kelbergenpad (oktober 2021)

<<< · 1000 · 1001 · 1002 · 1003 · 1004 · 1005 · 1006 · 1007 · 1008 · 1009 · 1010 · 1011 · 1012 · 1013 · 1014 · 1018 · 1028 · 1029 · 1030 · 1032 · 1033 · 1034 · 1035 · 1036 · 1037 · 1038 · 1039 · 1040 · 1041 · 1044 · 1045 · 1046 · 1048 · 1049 · 1050 · 1051 · 1062 · 1063 · 1064 · 1065 · 1066 · 1067 · 1076 · 1077 · 1078 · 1083 · 1090 · 1092 · 1093 · 1094 · 1095 · 1096 · 1097 · 1098 · 1099 · >>>
Brugnummers  1015, 1016, 1017, 1019, 1020, 1021, 1022, 1023, 1024, 1025, 1026, 1027, 1031, 1042, 1043, 1047, 1052/1053 (niet gebouwd), 1054, 1055, 1056, 1057, 1058, 1059, 1060, 1061, 1068, 1069-1075, 1079, 1080, 1081, 1082, 1084-1088, 1089 en 1091 (onbekend) zijn niet meer vergeven. De meesten daarvan zijn gesloopt in verband met sanering Zuidoost. Alle bruggen lagen en liggen in Zuidoost behalve bruggen 1000 en 1002.